# Сейнт Винсент и Гренадини
Сейнт Винсент и Гренадини или само Сейнт Винсент (на английски: Saint Vincent and the Grenadines; на испански: San Vicente y las Granadinas; на френски: Saint-Vincent-et-les Grenadines) е суверенна островна държава в Централна Америка от групата на Наветрените острови (англ. Windward Islands, исп. Islas de Barlovento, фр. Îles du Vent, нидерл. Bovenwindse Eilanden), които са част от архипелага Малки Антили. Столица е град Кингстаун.
Приблизително на 61° з.д. и 13° с.ш. Заема площ от 389 км2.

## География
Страната е съставена от остров Сейнт Винсент и северната част на о-ви Гренадини (Бекия, Мюстик, Кануан, Юниън Айлънд, Палм Айлънд и други по-малки острови с вулканичен произход; другата част от островите е в състава на Гренада). Най-близките ѝ съседи са Барбадос на 160 км на изток, Сейнт Лусия на 34 км на север и Гренада на 45 км на юг.
Релефът на страната е планинско-хълмист, с малко крайбрежни низини. Климатът й е топъл и влажен, често я връхлитат урагани. Средна температура: 27°С. Годишните валежи достигат 2100 мм.
В централната и южната част на остров Сейнт Винсент планинските склонове се спускат стръмно към брега. Източното крайбрежие се характеризира с много скални клифове и черни пясъчни плажове. На север се издига най-високата му точка, активният вулкан Суфриер (1234 м), който е изригвал няколко пъти през 20 век, както и през 2021 година.
Островите Гренадини имат по-слабо разчленен релеф и са заобиколени от коралови рифове.

## История
- отначало населени с индианци-араваки, по-късно островите са превзети от сибонеи и караиби;
- 1498 г. – островите са открити от Христофор Колумб, който наименова главния остров на раннохристиянски мъченик Викентий Сарагоски, известен и като Свети Винсент, на чийто ден (22 януари) именно става това;
- до ХVII в. – владение на Испания;
- 1627 г. – владение на Франция, начало на колонизацията;
- 1763 г. – завладени от Великобритания и внос на негри-роби от Африка;
- 1838 г. – отмяна на робството;
- до 1956 г. – в състава на владението Британски наветрени острови;
- 1958 – 1962 г. – в състава на Западноиндийската федерация (по популярното название Западни Индии за Карибския басейн); Обединението от колонии, под това име, участва под друго - Антили - на Летните олимпийски игри през 1960 г. в Рим.
- 1969 г. – обявени за асоциирана с Великобритания държава;
- 27 октомври 1979 г. – след референдум страната обявява официално независимостта си от Великобритания. Тя учредява парламентарна демокрация по западен стандарт и остава в асоциация с Великобритания и други страни, които са били нейно владение (част от Британската общност).
- Член е на Асоциацията на Карибските държави. Сейнт Винсънт и Гренадини се присъединява към ООН съгласно чл.4 от Устава на ООН.

## Държавно устройство и административно деление
Сейнт Винсент и Гренадини попада в категорията на държави, които активно прилагат смъртни наказания. Съдебната й система е базирана на английската съдебна система.
Административно страната е разделена на 6 енории (parishes).
Енории:
- Енория Шарлот
- Енория Гренадини
- Енория Сейнт Андрю
- Енория Сейнт Дейвид
- Енория Сейнт Джордж
- Енория Сейнт Патрик

## Население
Има население от 117 848 (юли 2006) души, което се състои от 66% чернокожи, 19% смесени (включително т.нар. гарифуна), 6% източни индианци, 2% карибски амер-индианци и 7% други.  
Официален език – английски. Разпространен е и местен език, повлиян от френски, наричан "патуа". 80% от населението е грамотно.
47% от жителите на страната изповядват англиканство, 13% - римо-католици, 28% са методисти,  а останалите - индуисти и представители на различни протестантски групи, включително Адвентисти от Седмия ден.

## Икономика
Валутата на страната е източнокарибският долар (EC$) и се разменя за около 0,37 щатски долара. Сейнт Винсент е дом на малък банков офшорен сектор, работещ според международните стандарти.
Водещи отрасли - селско стопанство и туризъм. Важно място в икономиката заема отглеждането на банани. Сент Винсент е водещ световен производител на нишестено брашно от арорут (тръстиковидна маранта - лат. Maranta arundinacea).
Относно поддържането на икономическия си растеж, страната се сблъсква с ред проблеми. Тропически бури унищожават сериозна част от посевите през 1994, 1995 и 2002 година, а броят на туристите спадна след атентатите в САЩ на 11 септември 2001 г.

## Галерия
- Кингстаун
- Остров Мюстик
- Остров Бекия
- Порт Елизабет на остров Бекия